# Gene Barry
Gene Barry (nome artístico de Eugene Klass; Nova Iorque, 14 de junho de 1919 – Los Angeles, 9 de dezembro de 2009) foi um ator norte-americano, mais conhecido por sua participação no filme Guerra dos Mundos, de 1953, e pelos seriados de TV populares nos anos 50 e 60, Bat Masterson e Burke's Law. Morreu aos 90 anos em 2009.

## Biografia
Gene Barry foi um nome artístico adotado em homenagem ao ator John Barrymore. Barry estudou violino e canto e frequentou durante dois anos a Escola de Música Chatham Square para estudantes cantores. Ele atuou na Broadway em Catherine Was Great (com Mae West) em 1944, e voltou muitos anos depois, quando estrelou em 1983 o musical La Cage aux Folles (baseado no filme francês homônimo). Nesta produção seu parceiro foi George Hearn.
Além de estrelar o filme clássico de ficção científica de 1953 The War of the Worlds, Gene Barry ficou famoso por atuar em várias séries de sucesso da TV: ele foi protagonista em Bat Masterson, The Name of the Game e Burke's Law (1963-1966). Nesta última ele ganhou o Globo de Ouro de 1965. A série retornou em 1993-1994 com Barry outra vez no papel título.
Gene Barry repetiu o seu famoso papel do homem da lei Bat Masterson em dois episódios da série de TV Paradise, e em The Gambler Returns: Luck of the Draw.
Em 1968, Barry foi o assassino no primeiro filme piloto da série Columbo (um psiquiatra que assassinou a esposa).
Por sua contribuição artística, Gene Barry ganhou uma estrela na Calçada da Fama.
Na vida pessoal ele foi casado com Betty Clair Kalb, que faleceu em 2003. Ele teve dois filhos, Michael e Frederick, e adotou uma filha, Elizabeth.
Segundo seu filho Frederic James Barry, Gene morreu enquanto dormia na sua casa em Woodland Hills, Los Angeles.